# Селіванов Олексій Гордійович
Олексі́й Горді́йович Селіва́нов (рос. Алексей Гордеевич Селиванов; 17 березня 1900 — 6 квітня 1949) — радянський військовик, учасник Другої світової війни, генерал-лейтенант.

## Біографія
Народився 17 березня 1900 року в селі Кузьміно-Гать Липецького повіту Тамбовської губернії Російської імперії (нині Тамбовського району Тамбовської області Росії) в селянській родині. Росіянин. Закінчив двокласне сільське училище у 1912 році.
У лавах РСЧА з 1918 року. Учасник Громадянської війни в Росії. Був червоноармійцем 3-ї кінної легкої батареї 1-го інтернаціонального полку, червоноармійцем важкого артилерійського дивізіону в Самарі, ветеринарним фельдшером 1-го загону бригади червоних командирів.
З листопада 1919 по січень 1920 року навчався у школі 7-го запасного кавалерійського полку. З січня 1920 по травень 1921 року навчався на 3-х Оренбурзьких командних кавалерійських курсах.
По закінченні курсів обіймав посади командира взводу, помічника командира ескадрону, командира ескадрону на різних кавалерійських курсах РСЧА.
З жовтня 1925 по вересень 1928 року навчався на Середньоазійських курсах сходознавства РСЧА. У вересні 1928 року призначений помічником начальника оперативної частини штабу 7-ї окремої кавалерійської Туркестанської бригади.
З жовтня 1929 року — курсант курсів удосконалення командного складу з розвідки при Розвідувальному управлінні штабу РСЧА. З червня 1930 року — у розпорядженні РУ штабу РСЧА.
У вересні 1930 — березні 1933 року — начальник прикордонного розвідувального пункту в Кіровобаді (Азербайджан). З березня 1933 по червень 1934 року — начальник 1-го сектора розвідувального відділу штабу Середньоазійського військового округу. У червні 1934 — жовтні 1938 року — в розпорядженні РУ ГШ РСЧА.
У жовтні 1938 року призначений помічником начальника штабу 4-ї кавалерійської дивізії, брав участь у радянсько-фінській війні.
З січня 1940 року — начальник штабу 24-ї кавалерійської дивізії. На цій посаді зустрів початок німецько-радянської війни.
З серпня 1941 по травень 1942 року — командир 23-ї кавалерійської дивізії, заступник командира 15-го кавалерійського корпусу. У травні-липні 1942 року — заступник начальника штабу — начальник оперативного відділу штабу Закавказького фронту. З липня по листопад 1942 року був заступником командуючого 44-ї й 9-ї армій того ж фронту.
З листопада 1942 року — командир 5-го гвардійського кавалерійського Донського козацького корпусу.
У квітні 1944 року через захворювання на туберкульоз відправлений на лікування до протитуберкульозного санаторію в Криму.
У лютому 1949 року вийшов у відставку за станом здоров'я. Мешкав у Ялті, де й помер 6 квітня 1949 року.

## Нагороди
Нагороджений орденом Леніна, чотирма орденами Червоного Прапора, орденами Суворова 2-го ступеня (27.04.1944), Кутузова 2-го ступеня (23.01.1943), Богдана Хмельницького 2-го ступеня (14.02.1944) і медалями.